# PA-II
PA-II «Zelva» (чеш. Pancéřový automobil, typ II «Zelva») — чешский бронеавтомобиль,Второй мировой войны.

## История
Этот бронеавтомобиль носил неофициальное название «Zelva» (с чеш. — «Черепаха») ввиду своего корпуса, походившего на черепаший панцирь. Несмотря на такое название, толщина брони машины не превышала 5,5 мм, сам корпус же был сложен в производстве. Впрочем, это компенсировалось четырьмя пулемётам Шварцлозе, позволявшими вести круговой обстрел. Также автомобиль при массе около 7 тонн развивал скорость до 70 км/ч.
Был принят на вооружение в декабре 1924 года. Из 12 автомобилей 2 использовались для подготовки водителей. В 1933 году, когда к власти в Германии пришла НСДАП, 9 оставшихся автомобилей были быстро переброшены к границе, что доказало их высокие скоростные характеристики. Но на пересечённой местности машины медленно двигались из-за большой массы. В 1924—1925 годах на машину поступили заказы на экспорт, однако чехословаки согласились поставлять их только в Австрию. Вскоре машины заменялись мощными PA-III и PA-IV, а старые отправлялись в резерв. В 1939 году несколько бронемашин достались немцам, на которые были установлены несколько радиостанций.
В 1927 г. поступил на испытания новый образец артиллерийского бронеавтомобиля, получивший название PA-II «Delovy». Его главным отличием была 75-мм пушка, из-за которой менялись обводы корпуса. Усиление оказалось дорогим и бессмысленным. Модифицированный бронеавтомобиль не был принят в армии и был разобран на металл. В том же году три бронеавтомобиля были проданы в Австрию и поступили на службу в полицейский департамент Вены. Одна из этих машин была модифицирована путём установки небольшого командирского купола.
В июле 1934 г. все три PA-II были задействованы в подавлении нацистского путча, который вспыхнул после убийства австрийского канцлера Долфусса. Преимущественно они использовались для охраны правительственных учреждений и резиденции канцлера в Вене. Спустя четыре года, когда Австрия была аннексирована Германией, бронеавтомобили PA-II оставили на полицейской службе, а весной 1945 г. их снова передали австрийской полиции.